# 뮌헨부흐제역
뮌헨부흐제역(독일어: Bahnhof Münchenbuchsee)은 스위스 베른주에 있는 뮌헨부흐제 지자체에 있는 기차역이다. 스위스 연방 철도의 표준궤 빌/비엔-베른선의 중간 정류장이다.

## 운행편
다음 서비스는 뮌헨부흐제에서 정차한다.
- 베른 S-반
  - S3 : 빌/비엔과 벨프 사이를 30분 간격 운행
  - S31 : 빌/비엔과 벨프 간 러시아워 운행